# Авалон, Фрэнки
Фрэнки Авалон (англ. Frankie Avalon, род.18 сентября 1939 или 18 сентября 1940) — американский певец и актёр, один из наиболее талантливых представителей «филадельфийской школы» рок-н-ролльщиков, с 1958 по 1960 годы песенный кумир подростков.
В конце 1950-х годов Авалон выпустил такие популярные песни, как «Ginger Bread» и самые большие свои хиты — «Venus» (пять недель на первом месте главного американского национального чарта Billboard Hot 100) и «Why» (на первом месте пробыл одну неделю).
Параллельно, начиная с 1957 года, певец начал постепенно переключаться на актёрскую карьеру. После удачных ролей второго плана в таких фильмах, как «Guns of the Timberland» и «Форт Аламо» к середине 1960-х годов он стал на студии American-International звездой дешёвых, но очень прибыльных комедий в жанре «пляжной вечеринки». Партнёршей его по этим фильмам была Аннетт Фуничелло.Они не только стали кумирами молодёжи, но и давали концерты по всей стране с песнями.
В начале 1970-х годов его звезда как актёра зашла, и он вернулся к пению, в 1976 году недолго снимаясь в ностальгической эстрадной телепередаче Easy Does It с участием многих артистов прошлых лет.
В конце 1980-х Фрэнки Авалон выступил в качестве сопродюсера фильма Back to the Beach (1987), в котором пара Авалон и Фуничелло воссоединилась в главных ролях.

## Дискография
См. «Frankie Avalon discography» в англ. разделе.

## Фильмография
- 1960 — Револьверы на лесоповале / Guns of the Timberland — Берт Харви
- 1960 — Форт Аламо / The Alamo — Смитти
- 1961 — Путешествие на дно моря / Voyage to the Bottom of the Sea — лейтенант Дэнни Романо
- 1961 — Плавание на преступном корабле / Sail a Crooked Ship — Родни Джей Фоглмайер
- 1962 — Паника в нулевом году / Panic in Year Zero! — Рик Болдвин
- 1963 — Операция «Бикини» / Operation Bikini — моряк Джозеф Мальцоне
- 1963 — Кастилец / The Castilian — менестрель Джерифан
- 1963 — Барабаны Африки / Drums of Africa — Брайан Феррерс
- 1963 — Пляжная вечеринка / Beach Party — Фрэнки
- 1964 — Мускулы на пляже / Muscle Beach Party — Фрэнки
- 1964 — Пляж бикини / Bikini Beach — Фрэнки / Картофельный жук (Питер Ройс Бентли)
- 1964 — Пижамная вечеринка / Pajama Party — Сокум
- 1965 — Пляжные игры / Beach Blanket Bingo — Фрэнки
- 1965 — Уж лучше в Швецию! / I’ll Take Sweden — Кенни Клингер
- 1965 — Веселье на лыжах / Ski Party — Тодд Армстронг
- 1965 — Как справиться с диким бикини / How to Stuff a Wild Bikini — Фрэнки
- 1965 — Сержант Дэдхед / Sergeant Deadhead — сержант Дэдхед / сержант Донован
- 1965 — Доктор Голдфут и бикини-машины / Dr. Goldfoot and the Bikini Machine — Крейг Гэмбл
- 1966 — Поворотный пункт / Fireball 500 — Дэйв Оуэнс
- 1967 — Миллион глаз Су-Муру / The Million Eyes of Sumuru — агент Томми Картер
- 1968 — Смывайся! / Skidoo — Энджи
- 1969 — Дом ужасов / The Haunted House of Horror — Крис
- 1974 — Добыча / The Take — Дэнни Джеймс
- 1978 — Бриолин / Grease — Тин-Энджел
- 1982 — Кровавая песня / Blood Song — Пол Фоули
- 1987 — Обратно на пляж / Back to the Beach — муж Аннетт
- 1989 — Рота Беверли-Хиллз / Troop Beverly Hills — играет себя
- 1994 — Обкуренная молодёжь / The Stoned Age — играет себя
- 2018 — Папа / Papa — Джек Фрейдман